# Reichardia famarae
Reichardia famarae là một loài thực vật có hoa trong họ Cúc. Loài này được Bramwell & G.Kunkel ex M.J.Gallego & Talavera miêu tả khoa học đầu tiên năm 1980.